# Грачёв, Игорь Игоревич
Грачёв Игорь Игоревич (род. 21 мая 1971, СССР) — советский и российский баскетболист, тренер. Мастер спорта России международного класса.

## Биография
Завершил спортивную карьеру в 2009 году. С 2010 года - главный тренер команды «Самара-2». С 2017 по 2022 гг. тренировал мужскую команду «Самара». За этот период клуб дважды выиграл Суперлигу (2019, 2021) и дважды взял Кубок России (2020, 2022).
В сезоне-2022/23 работал в женском клубе «Самара», которая под его руководством заняла пятое место в регулярном сезоне женской Премьер-лиги (в первом раунде плей-офф уступили «Надежде» со счетом 1-2).
С июня 2023 года по декабрь 2024 года работал главным тренером курского «Динамо».

## Достижения
Как игрок
- Серебряный призер чемпионатов России: 1992, 1996, 2001, 2002
- Бронзовый призер чемпионатов России: 1998
- Серебряный призер чемпионата мира: 1994

Как тренер
- Победитель Суперлиги: 2019, 2021
- Обладатель Кубка России: 2020, 2022